# Дорский, Иосиф Львович
Иосиф Львович Дорский(псевдонимы: И. Д.; И.Д-ки) (17 декабря 1911, Минск — 7 декабря 1964, Минск) — белорусский советский театральный деятель и драматург, общественный деятель. Член Союза Писателей БССР (с 1956 г.), депутат Витебского городского совета депутатов трудящихся 51-го избирательного округа (1959). Директор киностудии Беларусьфильм (в 1961—1964 гг.). Заслуженный деятель искусств БССР (1961). Член КПСС с 1945 года.

## Биография
Родился 4 (17) декабря 1911 года в Минске в семье служащего. С 1920 г. по 1927 г. учился в 5-й Минской средней школе. С девятнадцати лет начал свой творческий путь. Писал о послереволюционных изменениях в жизни общества, что являлось типичным для того времени. Его статьи, зарисовки, очерки все чаще помещались в республиканской печати. После окончания в 1929 году первых Минских общеобразовательных курсов, работал в 1929—1930 годах секретарем редакции многотиражной газеты Минского деревообрабатывающего завода имени В. М. Молотова. С конца 1930 по 1931 г. учился на курсах киносценаристов, после чего в 1930—1932 годах работал на кинофабрике «Советская Белоруссия», которая располагалась в то время в Ленинграде. Вскоре вернулся в Минск, где в 1932—1934 годах работал литсотрудником в газете «Рабочий».
В 1934 году его призвали в Красную Армию. Службу проходил в Витебске, где был секретарем литературного объединения гарнизона. После демобилизации в 1935—1944 годах работал заведующим литературной части БДТ-2. В 1939—1941 гг. учился на заочном отделении Литературного института имени А. М. Горького. В 1944—1948 годах работал заместителем директора театра имени Я. Коласа.  Став в 1948 г. директором театра, он почувствовал полную ответственность за его репертуар. С большим успехом на сцене театра шли великолепные спектакли, созданные по пьесе Я. Коласа "война войне «и по повести» трясина "(«в пущах Полесья»). Иосиф Дорский сам искал авторов, поощрял, пробуждал в них желание писать для театра. Его усилиями к театру была привлечена обширная плеяда писателей и начинающих драматургов: Я. Купала, К. крапива, И. Шамякин, А. Макаёнок, П. Глебка, А. Делендик, П. Данилов, А. Гуткович, М. Алтухов, чьи имена создали театру репутацию как одного из лучших в стране.
Так появился новый для театра спектакль «Нестерка» по пьесе В. Вольского, который и сейчас идет на сцене Коласовского театра, став его своеобразной визитной карточкой. Репертуар обогатился спектаклями «Над березой-рекой», «свет с Востока» по пьесам П. Глебки. Иосиф Дорский чувствовал себя на своем месте, жил жизнью театра. Он удачно сочетал обязанности директора и художественного руководителя, проявлял себя как талантливый организатор.
Во второй половине 1950-х гг. театр переехал в новое помещение на площади имени В. И. Ленина. Иосиф Дорский добивался того, чтобы ведущие актёры и работники сцены получили квартиры возле театра. Был создан симфонический оркестр, в котором работали талантливые музыканты. в годы, когда театром руководил И. Дорский, спектакли шли не под магнитофонную запись, а под живую музыку. Печатались и продавались программки спектаклей и буклеты с пропагандой достижений труппы театра. В гардеробе можно было взять напрокат театральный бинокль. Неравнодушный руководитель делал все возможное, чтобы театр становился все более прославленным, чтобы было комфортно актёрам и уютно зрителям. Усилиями И. Дорского организованы гастроли театра в Вильнюсе. После 1948 г. гастрольная география труппы Коласовского театра, состоявшей из большого количества народных и заслуженных артистов, расширилась почти на весь СССР. Театр показывал спектакли в Минске и других городах Беларуси, Риге, Ленинграде, Москве, Киеве, Одессе.
Умер 7 декабря 1964 года. Похоронен в Минске на Восточном кладбище.

## Творчество
Впервые выступил в печати в 1928 г. с рецензией в журнале «Красный Сеятель». С этого времени начал печатать рецензии с театральной критикой, очерки, написал «Очерк истории театра имени Я. Коласа» (1956). Проявил себя И . Дорский и как драматург. Плодотворной стала совместная работа с драматургом К. Губаревичем. Автор пьес: «Центральный ход» о партизанской деятельности К. Заслонова (в соавторстве с К. Л. Губаревичем, поставленный театром имени Я. Коласа в 1948 г.), Наиболее известная лирическая комедия — «Алазанская долина» о мирном труде колхозников в первые послевоенные годы (в соавторстве с К. Л. Губаревичем, постановка театром имени Я. Коласа в 1949 г. и Полесским областным драматическим театром в 1950 г.), «Право на счастье» (поставлена Государственным Русским драматическим театром БССР имени М. Горького в 1956 г., театром имени Я. Коласа — под названием «Счастье»). Пьеса «Алазанская долина» пользовалась популярностью и на украинской сцене: её ставили различные бродячие драматические театры. Пьеса «Право на счастье» была переведена на русский и украинский языки и неоднократно ставилась в театрах Минска, Витебска, Одессы под названием «Счастье». Пьесы драматурга передавали энтузиазм людей, их стремление к преобразованиям, отражая вместе с тем определённые общественные иллюзии 1950-х гг.

## Награды
Награждён Почетной грамотой Верховного Совета БССР (1946), медалью «За доблестный труд в Великой Отечественной войне» (1946). За свою творческую деятельность был награждён двумя орденами «Знак Почета» и медалями, получил звание заслуженного деятеля искусств Беларуси (1961).

## Семья
Брат Семён, переводчик.
В браке с Марией Сергеевной Белинской (1906—1990), белорусской актрисой.